# 301566 Melissajane
301566 Melissajane è un asteroide della fascia principale. Scoperto nel 2009, presenta un'orbita caratterizzata da un semiasse maggiore pari a 2,6518011 UA e da un'eccentricità di 0,2287055, inclinata di 12,81872° rispetto all'eclittica.
L'asteroide è dedicato a Melissa Jane Forward, figlia dello scopritore.